# 김진하 (1960년)
김진하(金振夏, 1960년 4월 3일~)은 대한민국의 정치인이다. 제30·31·32대 강원특별자치도 양양군수이다.

## 학력
- 송포초등학교 졸업
- 양양중학교 졸업
- 양양고등학교 졸업
- 한국방송통신대학교 국어국문학 학사
- 2005~2010 국립강릉원주대학교 대학원 행정학 졸업

## 경력
- 1980.09 강원도 양양군청 양양읍사무소(임용)
- 1988.07 강원도청 농촌진흥원 근무
- 1994.04 강원도청 내무국 문화체육과 근무
- 2005.09 강원도청 자치행정국 총무과 전략산업사무관
- 2006.01 강원도청 미래기획과 미래산업사무관
- 2006.07 강원도 양양군청 투자유치사업단장
- 2007.07 강원도 양양군청 경제진흥과장
- 2008.09 강원도 양양군청 경제도시과장
- 2009.07 강원도 양양군청 문화관광과장
- 2010.07 강원도 양양군 현남면장
- 2011.05~2013.11 새누리당 양양군당원협의회 사무국장
- 새누리당
- 2014.07~: 제30·31·32대(민선 6·7·8기) 강원도 양양군수
- 자유한국당
- 미래통합당
- ~2024.09: 국민의힘
- 2022.08~2024.06: 강원도시장군수협의회장
- 2022.09~2024.06: 대한민국시장·군수·구청장협의회 감사
- 2024.09~: 국민의힘 탈당

## 논란

### 공직선거법 위반
2017년 12월 노인회 요청을 받고 워크숍 경비로 군청 예산 1860만 원을 지원한 혐의(공직선거법상 기부행위 금지 위반), 2018년 3월 30일 양양읍 한 식당에서 군민을 상대로 업적을 홍보한 혐의(공직선거법상 사전 선거운동 금지 위반)로 기소되었다. 2019년 5월 30일 춘천지법 속초지원에서 열린 1심에서 기부행위 혐의에 대해 무죄, 사전 선거운동 혐의에 대해 벌금 70만 원이 선고되었다. 2019년 8월 28일 서울고법 춘천재판부에서 열린 2심에서 기부행위 혐의에 대해 무죄, 사전 선거운동 혐의에 대해 벌금 50만 원 선고유예를 선고받았다. 2019년 11월 28일 대법원에서 원심이 확정되어 군수직을 유지하게 되었다.
그는 여성 민원인 관련 뇌물수수 혐의 및 강제 추행  혐의로 체포되었다.

## 역대 선거 결과
|  | 42.09% |

|  | 47.70% |

|  | 57.50% |

| 전임 정상철 | 제30·31·32대 강원도 양양군수 2014년 7월 1일~ |  |

1. ↑  링크